# Bjena Gewog
Bjena (Dzongkha: སྦྱེད་ནག་) ist einer von fünfzehn Gewogs (Blöcke) des Dzongkhags Wangdue Phodrang in Zentralbhutan. 
Bjena Gewog ist wiederum eingeteilt in fünf Chiwogs (Wahlkreise). Laut der Volkszählung von 2005 leben in diesem Gewog 2110 Menschen auf einer Fläche von 178 km². 
Die Dzongkhag Administration nennt in ihrem Internetauftritt eine Einwohnerzahl von 2470 Menschen, die in 319 Haushalten leben.
Der Gewog erstreckt sich über Höhenlagen zwischen 1350 und 3400 m und ist zu 43 % mit Wald bedeckt. Wichtigste Ackerbauerzeugnisse sind Kartoffeln, Reis und Weizen.
An staatlichen Einrichtungen gibt es neben der 2009 eingerichteten Gewog-Verwaltung, zwei Stationen zur Gesundheitsgrundversorgung (BHU, Basic Health Unit) und zwei medizinische Beratungsstellen (ORC, Outreach Clinic) sowie ein Büro zur Entwicklung erneuerbarer natürlicher Ressourcen (RNR, Renewable Natural Resource centre), das 2003 eröffnet wurde.
Außerdem gibt es eine Grundschule  (Primary School) die von mehr als 200 Schülern besucht wird.
Von den insgesamt 13 buddhistischen Tempeln (Lhakhangs) sind vier in Staats-, fünf in Gemeinde- und vier in Privatbesitz. Der bis ins 13. Jahrhundert zurück datierende Wache-Dzong wurde nach Restaurierungsarbeiten Anfang 2015 neugeweiht.
| Chiwog                                         | Dörfer bzw. Weiler |
| ---------------------------------------------- | ------------------ |
| Bjednagloongpa Thingmakha སྦྱེད་ནག་ལུང་པ་_མཐིང་མ་ཁ་ | Balakha            |
| Bjednagloongpa Thingmakha སྦྱེད་ནག་ལུང་པ་_མཐིང་མ་ཁ་ | Bjednagloongpa     |
| Bjednagloongpa Thingmakha སྦྱེད་ནག་ལུང་པ་_མཐིང་མ་ཁ་ | Dekiling           |
| Bjednagloongpa Thingmakha སྦྱེད་ནག་ལུང་པ་_མཐིང་མ་ཁ་ | Lamdogkha          |
| Bjednagloongpa Thingmakha སྦྱེད་ནག་ལུང་པ་_མཐིང་མ་ཁ་ | Pangmarchu         |
| Bjednagloongpa Thingmakha སྦྱེད་ནག་ལུང་པ་_མཐིང་མ་ཁ་ | Shokeylog          |
| Bjednagloongpa Thingmakha སྦྱེད་ནག་ལུང་པ་_མཐིང་མ་ཁ་ | Gongthangkha       |
| Bjednagloongpa Thingmakha སྦྱེད་ནག་ལུང་པ་_མཐིང་མ་ཁ་ | Lhamikhar          |
| Bjednagloongpa Thingmakha སྦྱེད་ནག་ལུང་པ་_མཐིང་མ་ཁ་ | Thingmakha         |
| Tashi Tokha བཀྲ་ཤིས་ལྟོ་ཁ་                         | Darjeegang         |
| Tashi Tokha བཀྲ་ཤིས་ལྟོ་ཁ་                         | Rinchhenling       |
| Tashi Tokha བཀྲ་ཤིས་ལྟོ་ཁ་                         | Phuentshoggang     |
| Tashi Tokha བཀྲ་ཤིས་ལྟོ་ཁ་                         | Tashi Tokha        |
| Tashi Tokha བཀྲ་ཤིས་ལྟོ་ཁ་                         | Toedkikhar         |
| Tashi Tokha བཀྲ་ཤིས་ལྟོ་ཁ་                         | Eusakha            |
| Tashi Tokha བཀྲ་ཤིས་ལྟོ་ཁ་                         | Tashi Lakha        |
| Tashi Tokha བཀྲ་ཤིས་ལྟོ་ཁ་                         | Gonaloo            |
| Tashi Tokha བཀྲ་ཤིས་ལྟོ་ཁ་                         | Zangtegkha         |
| Wachhey ཝ་ཆས་                                  | Jazhikha           |
| Wachhey ཝ་ཆས་                                  | Damzhingkhar       |
| Wachhey ཝ་ཆས་                                  | Dongchen           |
| Wachhey ཝ་ཆས་                                  | Geyten             |
| Wachhey ཝ་ཆས་                                  | Gholaykhar         |
| Wachhey ཝ་ཆས་                                  | Goomina            |
| Wachhey ཝ་ཆས་                                  | Loongmo            |
| Wachhey ཝ་ཆས་                                  | Pelchhu            |
| Wachhey ཝ་ཆས་                                  | Phagpchhusa        |
| Wachhey ཝ་ཆས་                                  | Takarkhar          |
| Wachhey ཝ་ཆས་                                  | Tarrog             |
| Wachhey ཝ་ཆས་                                  | Toedkikhar         |
| Wachhey ཝ་ཆས་                                  | Toekizingkha       |
| Wachhey ཝ་ཆས་                                  | Wachhey            |
| Wachhey ཝ་ཆས་                                  | Euchhu             |
| Wachhey ཝ་ཆས་                                  | Kokojoog           |
| Wachhey ཝ་ཆས་                                  | Kokokhar           |
| Wachhey ཝ་ཆས་                                  | Loongpa            |
| Wachhey ཝ་ཆས་                                  | Loongphugang       |
| Wachhey ཝ་ཆས་                                  | Pangmarkhar        |
| Wachhey ཝ་ཆས་                                  | Pangmarpo          |
| Wachhey ཝ་ཆས་                                  | Sershongnang       |
| Wachhey ཝ་ཆས་                                  | Sisidarkar         |
| Wachhey ཝ་ཆས་                                  | Shongchuna         |
| Wachhey ཝ་ཆས་                                  | Shongtoedkhar      |
| Wachhey ཝ་ཆས་                                  | Tarshingtsawa      |
| Wachhey ཝ་ཆས་                                  | Tshangchhekhar     |
| Wachhey ཝ་ཆས་                                  | Tshigkona          |
| Wachhey ཝ་ཆས་                                  | Gangmarkhar        |
| Wachhey ཝ་ཆས་                                  | Jangsergang        |
| Wachhey ཝ་ཆས་                                  | Khametey           |
| Wachhey ཝ་ཆས་                                  | Khatangkhar        |
| Garzhikha Omchheygang སྒར་གཞི་ཁ་_ཨོམ་ཆེ་སྒང་        | Garzhikha          |
| Garzhikha Omchheygang སྒར་གཞི་ཁ་_ཨོམ་ཆེ་སྒང་        | Jaubamo            |
| Garzhikha Omchheygang སྒར་གཞི་ཁ་_ཨོམ་ཆེ་སྒང་        | Lhakhangchen       |
| Garzhikha Omchheygang སྒར་གཞི་ཁ་_ཨོམ་ཆེ་སྒང་        | Namgyalling        |
| Garzhikha Omchheygang སྒར་གཞི་ཁ་_ཨོམ་ཆེ་སྒང་        | Omchheygang        |
| Ngawang Tongchennang ངག་དབང་_སྟོང་ཅན་ནང་         | Okorzhing          |
| Ngawang Tongchennang ངག་དབང་_སྟོང་ཅན་ནང་         | Sharchhu           |
| Ngawang Tongchennang ངག་དབང་_སྟོང་ཅན་ནང་         | Bakakha            |
| Ngawang Tongchennang ངག་དབང་_སྟོང་ཅན་ནང་         | Jagarlingchi       |
| Ngawang Tongchennang ངག་དབང་_སྟོང་ཅན་ནང་         | Kaangtegtewa       |
| Ngawang Tongchennang ངག་དབང་_སྟོང་ཅན་ནང་         | Kelakha            |
| Ngawang Tongchennang ངག་དབང་_སྟོང་ཅན་ནང་         | Nyalagang          |
| Ngawang Tongchennang ངག་དབང་_སྟོང་ཅན་ནང་         | Ngawang            |
| Ngawang Tongchennang ངག་དབང་_སྟོང་ཅན་ནང་         | Omkhag             |
| Ngawang Tongchennang ངག་དབང་_སྟོང་ཅན་ནང་         | Tongchennang       |
| Ngawang Tongchennang ངག་དབང་_སྟོང་ཅན་ནང་         | Tshering Pang chu  |
| Ngawang Tongchennang ངག་དབང་_སྟོང་ཅན་ནང་         | Wakha              |
| Ngawang Tongchennang ངག་དབང་_སྟོང་ཅན་ནང་         | Gangchukhar        |